# Harold Lowe
Harold Godfrey Lowe, född 21 november 1882, död 12 maj 1944, var femte styrman ombord på det välkända fartyget RMS Titanic. Han var med och tjänstgjorde vid det första världskriget som bland annat officer.

## Ombord på Titanic

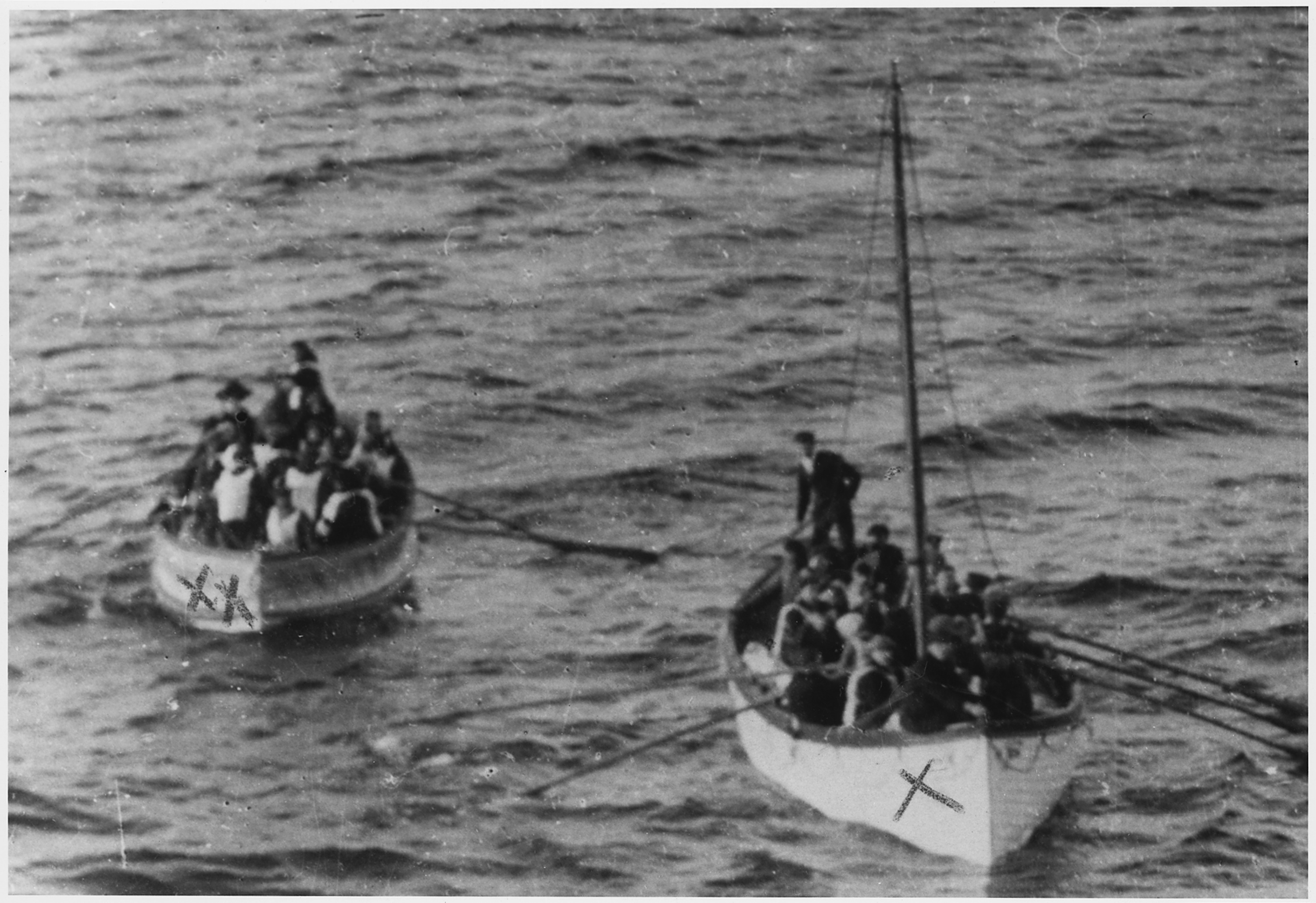
Harold Lowes livbåt nummer fjorton (höger), med hopfällbara livbåt D på släp.

Vid tidpunkten då Titanic kolliderade med isberget var Lowe inte i tjänst. Han hade blivit avlöst av James Paul Moody, och sov tungt i sin hytt. Han vaknade inte förrän flera minuter efter kollisionen, men när han väl gjort det engagerade han sig snabbt i arbetet med att få livbåtarna i havet. När en av de första livbåtarna att lämna Titanic, nummer 5, hissades ner fick han tillrättavisa en pyjamasklädd Bruce Ismay som lade sig i arbetet. Ismay ska ha börjat ropa "hissa ner! hissa ner!" och dragit i livbåtsdävertarna, men Lowe motade bort honom.
Lowe och Moody arbetade senare med att fylla livbåtarna 14 och 16, och de resonerade sig fram till att en officer behövdes i någon av båtarna. Moody insisterade på att Lowe skulle ta plats i livbåt 14. Vid tidpunkten var klockan 1:25, och Titanics förliga del var nu långt under vattenytan. Livbåten var välfylld med nära 60 personer, en skarp kontrast mot de första båtarna som ofta lämnade skeppet minst halvtomma. Ett flertal manliga passagerare försökte storma båten och Lowe sköt då tre varningsskott med sin revolver för att mota iväg dem.
Efter att Titanic sjunkit samlade Lowe ihop livbåtarna 10, 12 och hopfällbara D. Han flyttade över passagerare till övriga båtar och gav sig sedan med några besättningsmän tillbaka till förlisningsplatsen för att söka överlevande. De ropade "-Är någon vid liv därute?" Det hade dock gått lång tid, och i stort sett alla i vattnet var ihjälfrusna. Man fann fyra överlevande män, varav en snart avled av sina skador. Lowe räddade sedan också de personer som fortfarande levde i den halvt vattenfyllda hopfällbara livbåt A. Denna livbåt hann aldrig sjösättas korrekt utan flöt iväg med tältdukssidorna nedfällda men några personer lyckades ta sig upp i den.
Lowe var det enda befälet som valde att använda mast och segel i sin livbåt. När fartyget RMS Carpathia dök upp tog de med sig den hopfällbara livbåten D på släp och plockades sedan ombord på Carpathia.
Han vittnade senare i förhör om förlisningen både i USA och Storbritannien.